# Prvenstvo Hrvatske u hokeju na travi 2017./18.
Prvenstvo Hrvatske u hokeju na travi za sezonu 2017./18. je osvojila momčad Trešnjevke iz Zagreba.

## Prva liga

### Sudionici
- Concordia 1906 - Zagreb
- Jedinstvo - Zagreb
- Marathon - Zagreb
- Mladost - Zagreb
- Mladost II - Zagreb
- Trešnjevka - Zagreb
- Zelina - Sveti Ivan Zelina
- Zrinjevac - Zagreb

### Ljestvica
| mj | klub           | ut | pob | neod | por | gol+ | gol- | bod |             |
| -- | -------------- | -- | --- | ---- | --- | ---- | ---- | --- | ----------- |
| 1. | Zelina         | 14 | 13  | 0    | 1   | 85   | 21   | 39  | doigravanje |
| 2. | Mladost        | 14 | 10  | 1    | 3   | 60   | 25   | 31  | doigravanje |
| 3. | Trešnjevka     | 14 | 10  | 0    | 4   | 68   | 32   | 30  | doigravanje |
| 4. | Concordia 1906 | 14 | 8   | 1    | 5   | 62   | 51   | 25  | doigravanje |
| 5. | Marathon       | 14 | 6   | 1    | 7   | 33   | 37   | 19  |             |
| 6. | Zrinjevac      | 14 | 5   | 0    | 9   | 34   | 49   | 15  |             |
| 7. | Jedinstvo      | 14 | 1   | 1    | 12  | 14   | 69   | 4   |             |
| 8. | Mladost II     | 14 | 0   | 2    | 12  | 17   | 89   | 3   |             |

### Rezultatska križaljka
| kratica | klub           | CON  | JED | MAR | MLA1 | MLA2 | TRE  | ZEL  | ZRI |
| --- | -------------- | ---- | --- | --- | ---- | ---- | ---- | ---- | --- |
| CON | Concordia 1906 |      | 6:3 | 7:2 | 1:3  | 10:3 | 3:5  | 1:6  | 6:5 |
| JED | Jedinstvo      | 3:7  |     | 0:2 | 1:2  | 2:0  | 0:12 | 0:12 | 0:3 |
| MAR | Marathon       | 1:6  | 4:1 |     | 2:1  | 5:1  | 3:5  | 1:3  | 4:3 |
| MLA1 | Mladost        | 2:2  | 7:0 | 2:1 |      | 9:1  | 4:3  | 3:4  | 8:1 |
| MLA2 | Mladost II     | 2:7  | 2:2 | 1:1 | 0:8  |      | 1:4  | 2:8  | 2:5 |
| TRE | Trešnjevka     | 5:0  | 5:1 | 1:3 | 4:6  | 10:1 |      | 2:1  | 3:1 |
| ZEL | Zelina         | 11:3 | 5:1 | 4:3 | 2:0  | 11:0 | 5:3  |      | 3:1 |
| ZRI | Zrinjevac      | 0:3  | 2:0 | 2:1 | 1:4  | 7:1  | 3:6  | 0:8  |     |
| |                |      |     |     |      |      |      |      |     |
| podebljan rezultat - utakmice od 1. do 7. kola (1. utakmica između klubova) rezultat normalne debljine - utakmice od 8. do 14. kola (2. utakmica između klubova) rezultat nakošen - nije vidljiv redoslijed odigravanja međusobnih utakmica iz dostupnih izvora |                |      |     |     |      |      |      |      |     |

 Izvori: 

### Doigravanje
Utakmice poluzavršnice igrane 9. lipnja, a za plasman 10. lipnja 2018. 
| klub1          | rezultati     | klub2          |
| poluzavršnica  | poluzavršnica | poluzavršnica  |
| -------------- | ------------- | -------------- |
| Mladost        | 4:5           | Trešnjevka     |
| Zelina         | 5:3           | Concordia 1906 |
|                |               |                |
| za 3. mjesto   |               |                |
| Concordia 1906 | 0:6           | Mladost        |
|                |               |                |
| za prvaka      |               |                |
| Zelina         | 1:3           | Trešnjevka     |

 Izvori: 

### Konačni poredak
| mj. | klub                       |
| --- | -------------------------- |
| 1.  | Trešnjevka Zagreb          |
| 2.  | Zelina (Sveti Ivan Zelina) |
| 3.  | Mladost Zagreb             |
| 4.  | Concordia 1906 Zagreb      |
| 5.  | Marathon Zagreb            |
| 6.  | Zrinjevac Zagreb           |
| 7.  | Jedinstvo Zagreb           |
| 8.  | Mladost II Zagreb          |

## Vanjske poveznice
- Hrvatski hokejski savez